# 2011 en sport
Principaux événements sportifs de l'année 2011

## Par dates

### Janvier
- 7 au 29 janvier : 15e édition cestpas vrai de la Coupe d'Asie des nations de football au Qatar.
- 13 janvier au 31 : 22e édition des championnats du monde de handball masculin, en Suède.
- 14 au 16 janvier : 15e édition des championnats d'Europe de patinage de vitesse sur piste courte à Heerenveen aux Pays-Bas.
- 24 au 30 janvier : 103e édition des championnats d'Europe de patinage artistique au PostFinance-Arena à Berne, Suisse.
- 27 janvier au 6 février : 25e édition des Universiade à Erzurum, Turquie.
- 30 janvier au 6 février : 7e édition des Jeux asiatiques d'hiver à Almaty, Kazakhstan.

### Février
- Les 38e championnats d'Europe de karaté juniors et cadets ont eu lieu en Serbie.
- 2 au 5 février : 13e édition des Championnats du monde de ski acrobatique ont eu lieu à Deer Valley, États-Unis).
- 6 février : finale de la 45e saison de Super Bowl, à Arlington au Texas (États-Unis.
- 7 au 20 février : 41e édition des Championnats du monde de ski alpin a eu lieu à Garmisch-Partenkirchen, Allemagne.
- 15 au 20 février : 13e Championnats des quatre continents de patinage artistique à Taipei (Taïwan).
- 19 février au 2 avril : Coupe du monde de cricket de 2011 a eu lieu en Inde, au Bangladesh et au Sri Lanka.
- 24 février au 6 mars : 48e édition des Championnats du monde de ski nordique a eu lieu à Oslo Norvège.

### Mars
- 3 au 13 : 44e édition des Championnats du monde de biathlon a eu lieu à Khanty-Mansiïsk en Russie.
- 4 au 6 : 31e championnats d'Europe d'athlétisme en salle, ont eu lieu au palais omnisports de Paris-Bercy en France.
- 18 au 27 : Championnats du monde de curling féminin 2011 ont eu lieu à Esbjerg au Danemark.
- 29 mars au 3 avril : Championnats d'Europe de lutte 2011 ont eu lieu à Dortmund en Allemagne.

### Avril
- 2 au 10 : 52e édition des championnats du monde de curling masculin, a eu lieu dans le Brandt Centre à Regina, Canada.
- 3 : le plus grand show de catch au monde, WrestleMania XXVII a eu lieu à Atlanta, États-Unis.
- 4 au 10 : 4e Championnats d’Europe individuels de gymnastique artistique ont eu lieu à Berlin, Allemagne.
- 11 au 17 : 90e Championnats d'Europe d'haltérophilie masculin et les 24e Championnats d'Europe d'haltérophilie féminin ont eu lieu à Kazan, Russie.
- 16 au 25 : 14e édition des championnats du monde de hockey sur glace féminin à Zurich et Winterthour, Suisse.
- 21 au 24 : 60e Championnats d'Europe de judo, les 25e depuis la réunification des compétitions masculine et féminine, ont eu lieu à Istanbul, Turquie.
- 25 avril au 1er mai : 101e Championnats du monde de patinage artistique au Megasport Arena de Moscou, Russie.
- 29 avril au 15 mai : 75e édition des championnats du monde de hockey sur glace à Bratislava et Košice, Slovaquie.
- 30 avril au 8 mai : 9e édition des Championnats d'Europe féminin de volley-ball des moins de 18 ans à Ankara, Turquie.

### Mai
- 1er au 6 : 20e championnats du monde de taekwondo se sont déroulés à Gyeongju Corée du Sud.
- 6 au 8 : 46e championnats d'Europe de karaté se sont déroulés à Zurich en Suisse.
- 8 au 15 : Championnats du monde de tennis de table 2011 se sont déroulés à Rotterdam aux Pays-Bas.
- 25 au 29 : 27e édition des championnats d'Europe de gymnastique rythmique à Minsk, Biélorussie.
- 28 et 29 : phase finale de la Ligue des Champions de handball à Cologne en Allemagne.
- ROBOK

### Juin
- 11 et 12 : 79e édition des 24 Heures du Mans au Mans, France.
- 11 au 25 : phase finale des 18e championnats d'Europe de football espoirs au Danemark.
- 13 au 19 : 8e édition des championnats du monde de beach volley à Rome, Italie.
- 18 juin au 3 juillet, le 34e Championnat d’Europe de basket-ball féminin 2011 en Pologne.
- 18 juin au 10 juillet : 14e édition de la Coupe du monde de football des moins de 17 ans au Mexique.
- 26 juin au 17 juillet : Coupe du monde de football féminin 2011 en Allemagne.

### Juillet
- 6 au 10 : septième édition des championnats du monde d'athlétisme jeunesse se sont déroulés à Lille Métropole, Villeneuve-d'Ascq en France.
- 6 au 31 : 14e championnats du monde de natation à Shanghai en Chine.
- 14 au 17 : 8e championnats d'Europe espoirs d'athlétisme se sont déroulés à Ostrava en République tchèque.
- 14 au 19 : 24e championnats d'Europe d'escrime se sont déroulés à Sheffield, Angleterre.
- 16 au 31 : 14e édition des championnats du monde de natation à Shanghai en Chine.
- 16 au 31 : 16e édition des championnats du monde féminin de volley-ball des moins de 20 ans à Lima et Trujillo, Pérou.
- 21 au 24 : 11e édition des championnats d'Afrique d'escrime au Caire, Égypte.
- 21 au 24 : 21e championnats d'Europe junior d'athlétisme se sont déroulés au stade de Kadriorg, à Tallinn en Estonie.
- 29 juillet au 20 août : 18e édition de la coupe du monde de football des moins de 20 ans s'est déroulée en Colombie.

### Août
- 1er au 10 : 16e Championnats du monde masculin de volley-ball des moins de 21 ans à Rio de Janeiro et Niterói, Brésil.
- 5 au 14 : 8e édition des jeux des îles de l'océan Indien Mahé, dans l'archipel des Seychelles.
- 5 au 28 : 19e édition du grand Prix mondial de volley-ball à Macao.
- 8 au 14 : 19e édition des championnats du monde de badminton à la Wembley Arena de Londres au Royaume-Uni.
- 12 au 26 : 26e édition de l'Universiade d'été à Shenzhen, Chine.
- 18 au 21 : 39e édition des championnats du monde de course en ligne de canoë-kayak à Vichy en France.
- 19 au 28 : 14e édition des championnats du monde de baseball jeune à Lagos de Moreno au Mexique.
- 23 au 28 : 31e championnats du monde de judo à Paris, France.
- 27 août au 10 septembre : 14e Jeux du Pacifique essentiellement à Nouméa, Nouvelle-Calédonie.
- 27 août au 4 septembre : 13e Championnats du monde d'athlétisme à Daegu, Corée du Sud.
- 28 août au 4 septembre : 40e Championnats du monde d'aviron se sont déroulés sur le lac de Bled, Slovénie.
- 31 août au 4 septembre : 22e Championnats du monde de VTT et de Trial se sont déroulés à Champéry, Suisse.
- 31 août au 18 septembre : 37e Championnats d'Europe de basket-ball, Lituanie.

### Septembre
- 3 au 18 : 10e édition des Jeux africains à Maputo, Mozambique.
- 6 au 11 : 34e Championnats du monde de slalom (canoë-kayak) 2011 se sont déroulés à Bratislava, Slovaquie.
- 8 au 14 : 55e édition des championnats du monde de pentathlon moderne à Moscou, Russie.
- 9 au 23 : 7e édition de la coupe du monde de rugby à XV en Nouvelle-Zélande.
- 10 au 18 : 27e édition des championnats d'Europe de volley-ball masculin en Autriche et en République tchèque.
- 11 au 19 : 5e édition du championnat du monde masculin de rink hockey juniors à Barcelos, Portugal.
- 12 au 18 : 43e édition des championnats du monde de lutte à Istanbul, Turquie.
- 15 au 25 : 26e édition du championnat d'Asie de basket-ball en Chine.
- 19 au 25 : 31e édition des championnats du monde de gymnastique rythmique à Montpellier, France.
- 19 au 25 : 84e édition des championnats du monde de cyclisme sur route à Copenhague, Danemark.
- 22 septembre au 2 octobre : 27e édition des championnats d'Europe de volley-ball féminin en Italie et en Serbie.
- 24 septembre au 1er octobre : 40e édition des championnats du monde A de rink hockey à San Juan, Argentine.

### Octobre
- 1er au 15 : 39e édition de la coupe du monde de baseball au Panama.
- 7 au 16 : 43e édition des championnats du monde de gymnastique artistique à Tokyo, Japon.
- 8 au 16 : 58e édition des championnats du monde d'escrime se déroulent à Catane, Italie.
- 8 au 16 : 30e édition des Championnats d'Europe de tennis de table se déroulent à Gdańsk et Sopot, en Pologne.
- 13 au 16 : 7e édition des championnats du monde de karaté juniors et cadets à Bandar Melaka, Malaisie.
- 13 au 30 : Jeux panaméricains de 2011 à Guadalajara, Mexique.

### Novembre
- 5 au 13 : championnats du monde d'haltérophilie 2011 au Stade Pierre-de-Coubertin à Paris en France.
- 26 novembre au 10 décembre : première édition du championnat d'Afrique des nations des moins de 23 ans, en Égypte.
- 26 novembre 2011 au 26 février 2012 : 35e édition de la coupe du monde de la luge.
- 30 novembre 2011 au 18 mars 2012 : 35e édition de la coupe du monde de biathlon.

### Décembre
- 2 au 18 : 20e édition des championnats du monde de handball féminin au Brésil.
- 8 au 18 : 8e édition de la coupe du monde des clubs de la FIFA à Toyota au Toyota Stadium et à Yokohama au International Stadium Yokohama, Japon.
- 8 au 11 : 19e édition des championnats d'Europe de natation en petit bassin à Szczecin en Pologne.
- 26 décembre au 5 janvier 2012 : 36e édition du championnat du monde junior de hockey sur glace à Calgary et Edmonton, en Alberta au Canada. (voir en 2012).
- 31 décembre au 7 janvier 2012 : 5e édition des championnats du monde moins de 18 ans de hockey sur glace féminin à Zlín et de Přerov, en République tchèque. (voir en 2012)

### Année
- Championnats de France de football :
  - 6 août 2011 au 20 mai 2012 : 74e édition du championnat de France de football en France.
  - 29 juillet 2011 au 18 mai 2012 : 74e édition du Championnat de France de football de Ligue 2 en France.
  - 5 août 2011 au 26 mai 2012 : 15e édition du Championnat de France de football National en France.
  - 13 août 2011 au 2 juin 2012 : 34e édition du Championnat de France amateur de football en France.
  - 20 août 2011 au 2 juin 2012 : 19e édition du Championnat de France amateur 2 de football en France.

- Coupes :
  - 25 octobre 2011 au 13 mai 2012 : coupe de France de basket-ball en France.
  - 22 juillet 2011 au 14 avril 2012 : 18e édition de la coupe de la Ligue française de football en France.

- Ligues des champions de football :
  - 13 septembre au 19 mai 2012 : 57e édition de la ligue des champions de l'UEFA en Europe ; finale à l'Allianz Arena de Munich, Allemagne.
  - 28 septembre au 17 mai 2012 : 11e édition de la ligue des champions féminine de l'UEFA en Europe ; finale à Munich en Allemagne.
  - 28 janvier au 13 novembre 2012 : 46e édition de la ligue des champions de la CAF, en  Afrique.

- Ligues des champions de handball :
  - 3 septembre 2011 au 27 mai 2012 : 52e édition de la ligue des champions de handball en Allemagne.

- Autres championnat du monde par année
  - 27 août 2011 au 18 mars 2012 : 18e édition de la coupe du monde de snowboard.
  - 19 novembre 2011 au 18 mars 2012 : 31e édition de la coupe du monde de ski de fond.
  - 25 novembre 2011 au 11 mars 2012 : 29e édition de la coupe du monde de combiné nordique.

- Coupe du monde
  - 24 février 2011 au 10 juillet 2011 : 13e édition de la coupe du monde de pentathlon moderne dans 5 villes différentes : Palm Springs, États-Unis - Sassari, Italie - Budapest, Hongrie - Chengdu, Chine puis Londres, Royaume-Uni.

- 10 novembre 2011 au 20 mai 2012 : 16e édition du challenge européen de rugby à XV ; finale au Stade de Twickenham à Londres en Angleterre.
- 11 novembre 2011 au 19 mai 2012 : 17e édition du coupe d'Europe de rugby à XV ; finale au Stade de Twickenham à Londres en Angleterre.

### Dates non prévues
- Jeux du Québec d'hiver (en athlétisme), à Beauharnois/Salaberry-de-Valleyfield.

## Par sport

### Rugby à XIII
- 16 avril : à Carcassonne, Lézignan remporte la Coupe de France face à Pia 28-17.
- 14 mai : à Narbonne, Lézignan remporte le Championnat de France face à Limoux 17-12.

### Water-Polo
France
- Le C. N. M. est Champion de France Pro A Masculin pour la 33e fois.
- L'O. Nice Natation est Champion de France Pro A Féminin pour la 4e fois.
- 16 octobre : Le C. N. M. remporte la Coupe de France masculine.
- L'O. Nice Natation remporte la Coupe de France féminine.

Europe
- 4 juin : Partizan de Belgrade est Champion d'Europe pour la 7e fois.
- 27 avril : Rari Nantes Savona remporte la LEN Euro Cup

Monde
- 30 juillet : Les Italiens sont Champions du Monde pour la 3e fois.
- 29 juillet : Les Grecques sont Championnes du Monde pour la 1re fois.
- 26 juin : Les Serbes remportent la Ligue Mondiale pour la 4e fois.
- 19 juin : Les Américaines remportent la Ligue Mondiale pour la 6e fois.